# Dinoderus japonicus
Dinoderus japonicus är en skalbaggsart som beskrevs av Pierre Lesne 1895. Dinoderus japonicus ingår i släktet Dinoderus och familjen kapuschongbaggar. Arten förekommer tillfälligt i Sverige, men reproducerar sig inte. Inga underarter finns listade i Catalogue of Life.

## Bildgalleri

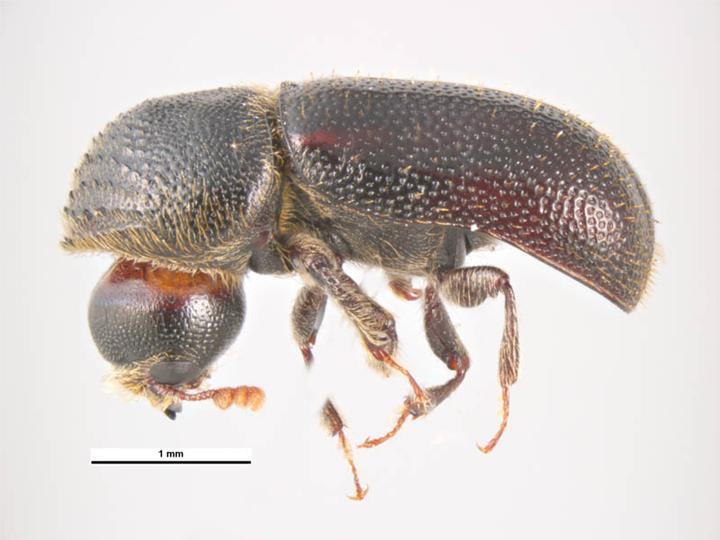